# Chu Tài
Chu Tài (tiếng Trung: 朱才; bính âm: Zhu Cai; ? - 231), tự Quân Nghiệp (君業), là tướng lĩnh Đông Ngô thời Tam Quốc trong lịch sử Trung Quốc.

## Cuộc đời
Chu Tài quê ở huyện Cố Chướng, quận Đan Dương, Dương Châu, là con trai thứ của trọng thần Đông Ngô Chu Trị. Năm 194, Chu Trị vì không có con, nên nhận con của chị gái là Thi Nhiên làm con thừa tự. Chu Tài là con ruột đầu tiên của Trị, hẳn sinh ra sau năm đó. Tài làm người tinh tế tháo vát, am hiểu cưỡi ngựa bắn cung, được Tôn Quyền yêu quý, thường mang Tài đi theo tùy tùng du ngoạn.
Chu Tài nhờ cha làm tướng mà được phong làm Vũ vệ hiệu úy, dẫn quân đi chinh phạt, thường lập công phá địch. Năm 224, Chu Trị chết, Tài được kế thừa tước Cố Chướng hầu, thăng chức Thên tướng quân.
Bấy giờ, người ở quận Đan Dương chê trách Chu Tài tuổi còn trẻ mà đã sống trong vinh hoa, không để ý đến quê nhà. Tài vì thế mà than thở, nói: Ta mới làm tướng. cho rằng cưỡi ngựa đánh giặc, xung phong tuyến đầu làm gương là đủ để nổi danh. Không ngờ quê nhà lại xem hành vi đó là thất thố sao! Chu Tài vì thế mà thay đổi, bỏ thái độ ngày trước, đối khách khứa quan tâm, trượng nghĩa khinh tài, bố thí không cầu hồi báo, lại học tập binh pháp, thanh danh vang dội xa gần.
Năm 231, Chu Tài chết bệnh, quân đội được giao cho cháu trai Thi Tích quản lý.

## Gia đình

### Chu Uyển
Chu Uyển (tiếng Trung: 朱琬; bính âm: Zhu Wan; ? - ?), con trai của Chu Tài. Năm 231, tập tước Cố Chướng hầu, quan đến Trấn tây tướng quân. Năm 272, Chu Uyển cùng Lưu Lự theo lệnh Lục Kháng, đóng thủy quân Kiến Bình, ngăn chặn tướng Tấn là Từ Dận dẫn quân đến cứu viện Bộ Xiển.

## Trong văn hóa
Chu Tài không xuất hiện trong tiểu thuyết Tam quốc diễn nghĩa của La Quán Trung.